# 62-га паралель північної широти
62-га паралель північної широти — лінія широти, що лежить на 62 градуси північніше земної екваторіальної площини. Вона проходить через Атлантичний океан, Європу, Азію та Північну Америку.
На цій широті під час літнього сонцестояння сонце видно 19 годин 45 хвилин, а під час зимового сонцестояння — 5 годин 9 хвилин. 

## Список географічних об'єктів, що перетинає 62° пн. ш.
Починаючи з Гринвіцького меридіану та рухаючись на схід, 62-га паралель північної широти проходить через:
| Координати                                                   | Країна, територія або море | Примітки                                                                          |
| ------------------------------------------------------------ | -------------------------- | --------------------------------------------------------------------------------- |
| 62°0′ пн. ш. 0°0′ сх. д. / 62.000° пн. ш. 0.000° сх. д.      | Атлантичний океан          | Норвезьке море                                                                    |
| 62°0′ пн. ш. 5°0′ сх. д. / 62.000° пн. ш. 5.000° сх. д.      | Норвегія                   | Вестланн — проходить через острів Вогсей                                          |
| 62°0′ пн. ш. 5°9′ сх. д. / 62.000° пн. ш. 5.150° сх. д.      | Норвезьке море             | Затока Сілдегап[de]                                                               |
| 62°0′ пн. ш. 5°16′ сх. д. / 62.000° пн. ш. 5.267° сх. д.     | Норвегія                   | Вестланн — проходить через острів Бармьойя[en]                                    |
| 62°0′ пн. ш. 5°18′ сх. д. / 62.000° пн. ш. 5.300° сх. д.     | Норвезьке море             | Затока Бармсундет                                                                 |
| 62°0′ пн. ш. 5°20′ сх. д. / 62.000° пн. ш. 5.333° сх. д.     | Норвегія                   | Вестланн Мере-ог-Ромсдал Іннланнет                                                |
| 62°0′ пн. ш. 12°13′ сх. д. / 62.000° пн. ш. 12.217° сх. д.   | Швеція                     |                                                                                   |
| 62°0′ пн. ш. 17°27′ сх. д. / 62.000° пн. ш. 17.450° сх. д.   | Балтійське море            | Ботнічна затока                                                                   |
| 62°0′ пн. ш. 21°17′ сх. д. / 62.000° пн. ш. 21.283° сх. д.   | Фінляндія                  |                                                                                   |
| 62°0′ пн. ш. 30°23′ сх. д. / 62.000° пн. ш. 30.383° сх. д.   | Росія                      | Проходить через Онезьке озеро                                                     |
| 62°0′ пн. ш. 163°8′ сх. д. / 62.000° пн. ш. 163.133° сх. д.  | Охотське море              | Пенжинська губа                                                                   |
| 62°0′ пн. ш. 164°6′ сх. д. / 62.000° пн. ш. 164.100° сх. д.  | Росія                      |                                                                                   |
| 62°0′ пн. ш. 175°11′ сх. д. / 62.000° пн. ш. 175.183° сх. д. | Берингове море             |                                                                                   |
| 62°0′ пн. ш. 165°46′ зх. д. / 62.000° пн. ш. 165.767° зх. д. | США                        | Аляска                                                                            |
| 62°0′ пн. ш. 141°0′ зх. д. / 62.000° пн. ш. 141.000° зх. д.  | Канада                     | Юкон Північно-Західні території — проходить через Велике Невільниче озеро Нунавут |
| 62°0′ пн. ш. 93°8′ зх. д. / 62.000° пн. ш. 93.133° зх. д.    | Гудзонова затока           | Проходить південніше острова Котс, Нунавут, Канада                                |
| 62°0′ пн. ш. 80°16′ зх. д. / 62.000° пн. ш. 80.267° зх. д.   | Канада                     | Нунавут — проходить через острів Мансел                                           |
| 62°0′ пн. ш. 79°24′ зх. д. / 62.000° пн. ш. 79.400° зх. д.   | Гудзонова затока           |                                                                                   |
| 62°0′ пн. ш. 78°10′ зх. д. / 62.000° пн. ш. 78.167° зх. д.   | Канада                     | Квебек — проходить через півострів Унгава                                         |
| 62°0′ пн. ш. 72°34′ зх. д. / 62.000° пн. ш. 72.567° зх. д.   | Гудзонова протока          |                                                                                   |
| 62°0′ пн. ш. 72°17′ зх. д. / 62.000° пн. ш. 72.283° зх. д.   | Канада                     | Нунавут — проходить через острів Смуз                                             |
| 62°0′ пн. ш. 72°15′ зх. д. / 62.000° пн. ш. 72.250° зх. д.   | Гудзонова протока          |                                                                                   |
| 62°0′ пн. ш. 66°44′ зх. д. / 62.000° пн. ш. 66.733° зх. д.   | Канада                     | Нунавут — проходить через Баффінову Землю                                         |
| 62°0′ пн. ш. 66°6′ зх. д. / 62.000° пн. ш. 66.100° зх. д.    | Дейвісова протока          | Проходить північніше острова Еджелл[en], Нунавут, Канада                          |
| 62°0′ пн. ш. 49°43′ зх. д. / 62.000° пн. ш. 49.717° зх. д.   | Гренландія                 |                                                                                   |
| 62°0′ пн. ш. 42°7′ зх. д. / 62.000° пн. ш. 42.117° зх. д.    | Атлантичний океан          |                                                                                   |
| 62°0′ пн. ш. 7°0′ зх. д. / 62.000° пн. ш. 7.000° зх. д.      | Фарерські острови          | Проходить через острови Кольтур, Стреймой та Ноульсой                             |
| 62°0′ пн. ш. 6°38′ зх. д. / 62.000° пн. ш. 6.633° зх. д.     | Атлантичний океан          | Норвезьке море                                                                    |